# Яроцький Борис Іванович
Бори́с Іва́нович Яро́цький (26 липня 1944, Кам'янець-Подільський — 31 грудня 2018) — Заслужений артист України від 1993 року.

## Біографія
Народився в сім'ї акторів Валентини Костянтинівни та Івана Олександровича Яроцьких, які грали в театрі в Коломиї.
1972 року закінчив Київський інститут театрального мистецтва (нині Київський національний університет театру, кіно і телебачення імені Івана Карпенка-Карого).
Від 1973 року працював у Чернівецькому українському музично-драматичному театрі імені Ольги Кобилянської.
19 лютого 1993 року за значний особистий вклад у розвиток і збагачення української національної культури та високу професійну майстерність надано почесне звання «Заслужений артист України» .
Серед ролей: Василь («Циганка Аза» Михайла Старицького), Дмитро («Панське болото» Михайла Старицького), Михайло («Украдене щастя» Івана Франка), Гнат («Безталанна» Івана Карпенка-Карого), гуцул Василь («Чаклунка синіх гір» Василя Сичевського).